# Cistícola ploranera
La cistícola ploranera (Cisticola lais) és una espècie d'ocell passeriforme de la família Cisticolidae.

## Hàbitat i distribució
Es troba a Angola, Lesotho, Malawi, Moçambic, Sud-àfrica, Eswatini, Tanzània, Zàmbia i Zimbàbue.
L'hàbitat natural són els herbassars tropicals o subtropicals.

## Taxonomia
Fou descrita científicament el 1870 pels ornitòlegs alemanys Gustav Hartlaub i Otto Finsch.
Es reconeixen set subespècies:
- C. l. namba - localitzada a l'oest d'Angola;
- C. l. semifasciatus - localitzada pel nord-est de Zàmbia, sud de Tanzània, Malawi i nord-est de Moçambic;
- C. l. mashona - localitzada a Zimbàbue, el su de Moçambic i al nord-est de Sud-àfrica;
- C. l. oreobates - endèmica del mont Gorongosa (centre de Moçambic);
- C. l. monticola - localitzada al nord de Sud-àfrica;
- C. l. lais - localitzada a l'est de Sud-àfrica i Lesotho;
- C. l. maculatus - pròpia del sud de Sud-àfrica.

Anteriorment la cistícola de Lyne d'Uganda i del nord de Tanzània es considerava una subespècie d'aquesta espècie.